# Mauricio de la Serna
Mauricio de la Serna (né le 26 novembre 1902 à Mexico - décédé le 20 mars 1986 à Mexico) était un réalisateur, scénariste et producteur de cinéma mexicain. 

## Filmographie

### Comme réalisateur
| - 1956 : Caras nuevas - 1957 : El Buen ladrón - 1957 : Pablo y Carolina - 1958 : ¡Viva el amor! - 1958 : Los Hijos del divorcio - 1958 : Pepito y los robachicos - 1959 : Cada quién su música - 1959 : El Derecho a la vida - 1959 : Las Señoritas Vivanco - 1960 : ¡Qué bonito amor! - 1960 : Un Chico valiente - 1961 : ¡Mis abuelitas... no más! | - 1961 : El Proceso de las señoritas Vivanco - 1961 : La Joven Mancornadora - 1961 : Memorias de mi general - 1961 : Rumbo a Brasilia - 1962 : Cuanto vale tu hijo - 1962 : Martín Santos el llanero - 1962 : Paraíso escondido - 1962 : Pecado de juventud - 1963 : Cuando los hijos se pierden - 1964 : Furia en el Edén - 1979 : Nora la rebelde |

### Comme scénariste
| - 1938 : Refugiados en Madrid - 1950 : La Edad peligrosa - 1951 : Paraíso robado - 1954 : Hijas casaderas - 1954 : La Desconocida - 1954 : On a volé un tram - 1955 : La Rival - 1956 : Caras nuevas - 1956 : Primavera en el corazón - 1957 : El Buen ladrón | - 1957 : Pablo y Carolina - 1958 : ¡Viva el amor! - 1958 : Pepito y los robachicos - 1959 : Las Señoritas Vivanco - 1960 : Un Chico valiente - 1961 : Rumbo a Brasilia - 1962 : Cuanto vale tu hijo - 1964 : Furia en el Edén - 1967 : Cómo pescar marido |

### Comme producteur
| - 1939 : La noche de los mayas - 1941 : La Liga de las canciones - 1942 : Las Cinco noches de Adán - 1942 : Yo bailé con Don Porfirio - 1943 : Divorciadas - 1943 : El Globo de Cantoya - 1943 : Internado para señoritas - 1943 : Resurrección (en) - 1944 : La Trepadora - 1945 : Crepúsculo - 1945 : La Selva de fuego - 1946 : La Otra | - 1946 : Rosa del Caribe - 1946 : Su última aventura - 1949 : El Charro y la dama - 1950 : La Edad peligrosa - 1950 : La Liga de las muchachas - 1951 : Paraíso robado - 1953 : Fruto de tentación - 1953 : Les Orgueilleux - 1954 : Hijas casaderas - 1954 : La Desconocida - 1954 : La Ilusión viaja en tranvía - 1955 : La Rival |